# Aurélien Recoing
Aurélien Recoing (* 5. Mai 1958 in Paris) ist ein französischer Schauspieler.
Nach seiner Schauspielausbildung am Conservatoire national supérieur d’art dramatique (CNSAD) arbeitete er während längerer Zeit am Theater und dort vor allem mit Antoine Vitez. Er spielte unter anderem den Faust, Hamlet und Britannicus.
Im Kino spielte er verschiedene Rollen und arbeitete hier meist mit den Regisseuren Philippe Garrel oder Andrzej Żuławski zusammen.

## Filmografie (Auswahl)
- 1987: Les Exploits d’un jeune Don Juan
- 1989: Les Baisers de secours
- 1990: Passage à l’acte
- 1991: Blue Note (La note bleue)
- 1996: Julie Lescaut (Fernsehserie, 1 Folge)
- 1997: Nestor Burmas Abenteuer in Paris (Nestor Burma, Fernsehserie, 1 Folge)
- 1999: Die Treue der Frauen (La fidelité)
- 2001: Auszeit (L’emploi du temps)
- 2003: Ein Sohn (Un fils)
- 2003: Im Schatten der Wälder (Cette femme-là)
- 2004: Tout un hiver sans feu
- 2005: Gespenster
- 2005: 13 Tzameti
- 2006: Verzeiht mir (Pardonnez-moi)
- 2006: Die Geschichte des Soldaten Antonin (Les Fragments d’Antonin)
- 2007: Counter Investigation – Kein Mord bleibt ungesühnt (Contre-enquête)
- 2007: Intimate Enemies – Der Feind in den eigenen Reihen (L’ennemi intime)
- 2009: Diamond 13 (Diamant 13)
- 2009: Die Horde (La Horde)
- 2010: Bartolis Gesetz (La Loi selon Bartoli)
- 2011: Switch – Ein mörderischer Tausch (Switch)
- 2011: Mein liebster Alptraum (Mon pire cauchemar)
- 2012: Der jüdische Kardinal (Le métis de dieu)
- 2013: Marcel Dassault – Der Flugzeugkönig (Marcel Dassault)
- 2013: Blau ist eine warme Farbe (La vie d’Adèle)
- 2014: Fleming: Der Mann, der Bond wurde (Fleming: The Man Who Would Be Bond, Miniserie, 1 Folge)
- 2015: Mary Higgins Clark: Mysteriöse Verbrechen – Wo waren sie, Dr. Highley? (Collection Mary Higgins Clark, la reine du suspense; Fernsehserie, Folge: La clinique du docteur H)
- 2020: La Garçonne (Fernsehsechsteiler)
- 2021: Black Box – Gefährliche Wahrheit (Bôite noire)
- 2023: Le Grand Chariot

## Auszeichnungen
Aurélien Recoing wurde für seine Rolle im Film L’Emploi du temps von Laurent Cantet von der National Society of Film Critics als bester Schauspieler ausgezeichnet.